# Eduard Došek
Eduard Došek (* 27. října 1952 Brno) je bývalý český fotbalový brankář. V sezoně 1977/78 získal mistrovský titul se Zbrojovkou Brno pod vedením Josefa Masopusta.
Jeho bratr Libor Došek je bývalý fotbalista Zbrojovky a synovec Libor Došek je bývalý fotbalový útočník, člen Klubu ligových kanonýrů a od sezony 2016/17 vedoucí mužstva u A-týmu FC Zbrojovka Brno.

## Fotbalová kariéra
Odchovanec Zbrojovky Brno, v jejímž dresu také debutoval v 1. lize. Stalo se na podzim (25. září 1977 vystřídal na necelou čtvrthodinu Josefa Hrona v utkání s Jednotou Trenčín) slavné sezony 1977/78, v níž Zbrojovka pod vedením Josefa Masopusta dobyla mistrovský titul. V ročníku 1978/79 obsadil se Zbrojovkou třetí a v ročníku 1979/80 druhé místo v lize. Ve Zbrojovce Brno byl brankářskou dvojkou za Josefem Hronem. V evropských pohárech odchytal 13. září 1978 vůbec první utkání Zbrojovky Brno v PMEZ - domácí zápas s maďarským týmem Dózsa Újpest, který skončil remízou 2:2. V Poháru UEFA odchytal v sezoně 1979/80 celý zápas na hřišti dánského týmu Esbjerg fB, který skončil 1:1. Krátce zasáhl i do čtvrtfinálového zápasu na půdě západoněmeckého týmu Eintracht Frankfurt. V nejvyšší československé soutěži nastoupil v 16 utkáních.

## Ligová bilance
| Ročník                                   | Zápasy | Góly | Minuty | Nuly | Klub           |
| ---------------------------------------- | ------ | ---- | ------ | ---- | -------------- |
| 1. československá fotbalová liga 1977/78 | 1      | 0    | 13     | 0    | Zbrojovka Brno |
| 1. československá fotbalová liga 1978/79 | 4      | 0    | 284    | 1    | Zbrojovka Brno |
| 1. československá fotbalová liga 1979/80 | 5      | 0    | 450    | 1    | Zbrojovka Brno |
| 1. československá fotbalová liga 1980/81 | 1      | 0    | 90     | 0    | Zbrojovka Brno |
| 1. československá fotbalová liga 1981/82 | 3      | 0    | 251    | 0    | Zbrojovka Brno |
| 1. československá fotbalová liga 1982/83 | 2      | 0    | 180    | 0    | Zbrojovka Brno |
| CELKEM                                   | 16     | 0    | 1 268  | 2    |                |